# Кем быть? (мультфильм, 1948)
«Кем быть?» — советский рисованный мультипликационный фильм, снятый на киностудии «Союзмультфильм» в 1948 году по одноимённому стихотворению Владимира Маяковского. Воспевает труд и уважение к любой профессии.

## Сюжет
Мальчик и девочка — брат и сестра Кнопочкины, рассуждают о выборе своей будущей профессии. И мальчик и девочка хотели нести пользу людям, но долго спорили о том, какая же профессия всё же важнее. В итоге, они пришли к выводу, что каждая из них хороша по-своему, и, не будь одной из них, не будет ни прогресса, ни здоровья, ни хорошей жизни в будущем.

## Создатели
- сценарий: Дмитрий Бабиченко, Юрий Ганф
- режиссёр — Дмитрий Бабиченко
- художник-постановщик — Григорий Козлов
- композитор — Николай Иванов-Радкевич
- художники-мультипликаторы: Борис Дёжкин, Рената Миренкова, Елизавета Комова, Евгений Трунов, Николай Фёдоров, Геннадий Филиппов
- оператор — Михаил Друян
- звукооператор — С. Ренский
- ассистент режиссёра — Елена Шилова
- монтажёр — Лидия Кякшт

## Отзывы
Московский городской центр психолого-педагогической экспертизы игр и игрушек при МГППУ рекомендовал мультфильм для просмотра детьми 5-6 лет.